# Francesco Miccichè

Wappen von Francesco Miccichè

Francesco Miccichè (* 16. Juni 1943 in San Giuseppe Jato, Provinz Palermo, Italien) ist emeritierter Bischof von Trapani.

## Leben
Francesco Miccichè wurde am 28. Juni 1967 zum Priester geweiht.
Am 23. Dezember 1988 ernannte ihn Papst Johannes Paul II. zum Titularbischof von Chusira und zum Weihbischof in Messina-Lipari-Santa Lucia del Mela. Die Bischofsweihe empfing er am 24. Januar 1989. Am 24. Januar 1998 berief ihn Johannes Paul II. zum Bischof von Trapani. Die feierliche Amtseinführung fand am 18. März desselben Jahres in der Kathedrale von Trapani statt.
Papst Benedikt XVI. entband Miccichè am 19. Mai 2012 von der Leitung der Diözese und setzte den emeritierten Erzbischof von Pisa, Alessandro Plotti, als Apostolischen Administrator ein. Vorausgegangen war der Vorwurf finanzieller Unregelmäßigkeiten bei der Zusammenlegung zweier Stiftungen. In einem Hirtenbrief anlässlich seiner Absetzung bestritt Miccichè jedoch, dafür verantwortlich zu sein.
Im Oktober 2017 wurde durch Ermittlungen der sizilianischen Staatsanwaltschaft bekannt, dass Miccichè beschuldigt wird, insgesamt drei Millionen Euro an Diözesangeldern für private Zwecke veruntreut zu haben. Spektakulär war besonders der Vorwurf, er habe 2008 rund eine halbe Million Euro an Spendengeldern zweckentfremdet, die einem Diözesanwerk für psychisch kranke Kinder gehörten, um den Kauf einer 800.000 Euro teuren Wohnung in Rom zu finanzieren, die er als Diözesaneigentum ausgab, aber nur privat nutzte. Der Skandal wurde zur gleichen Zeit publik, als auch der ehemalige Kardinalstaatssekretär Benedikts XVI., Kardinal Tarcisio Bertone, wegen ähnlicher finanzieller Unregelmäßigkeiten im Gerede war, nachdem die vatikanische Justiz den Fall behandelt und einen Mitarbeiter Bertones zu einem Jahr Gefängnis auf Bewährung verurteilt hatte.
Bereits 2015 hatte es gerichtliche Ermittlungen und Verfahren gegen den Ex-Bischof gegeben, zu deren Gegenstand neben Vermögensdelikten auch der Vorwurf der Verleumdung seines früheren Verwalters gehörte, auf den er die Unregelmäßigkeiten in der Öffentlichkeit abzuwälzen versucht hatte. Bei einer Durchsuchung seines Hauses waren im Zuge der Ermittlungen Kunstwerke, kostbare Kruzifixe, Bargeld und Schmuck im Wert von rund zwei Millionen Euro von der italienischen Finanzpolizei sichergestellt worden, was von der Strafkammer des italienischen Kassationsgerichtshofes für rechtmäßig erklärt wurde. Ebenfalls 2015 wurde bekannt, dass er sich bei Papst Franziskus vergebens um eine Stelle im Dienst der römischen Kurie bemüht hatte, die mit der Vergabe der Staatsbürgerschaft der Vatikanstadt verbunden gewesen wäre und ihn dadurch vor Strafverfolgung durch die italienische Justiz geschützt hätte.
In der Sizilianischen Bischofskonferenz war Francesco Miccichè Delegierter für Freizeit, Tourismus und Sport.